# Bastilla dentilinea
Bastilla dentilinea là một loài bướm đêm thuộc họ Erebidae. Nó được tìm thấy ở New Guinea.